# 栗树街 (费城)

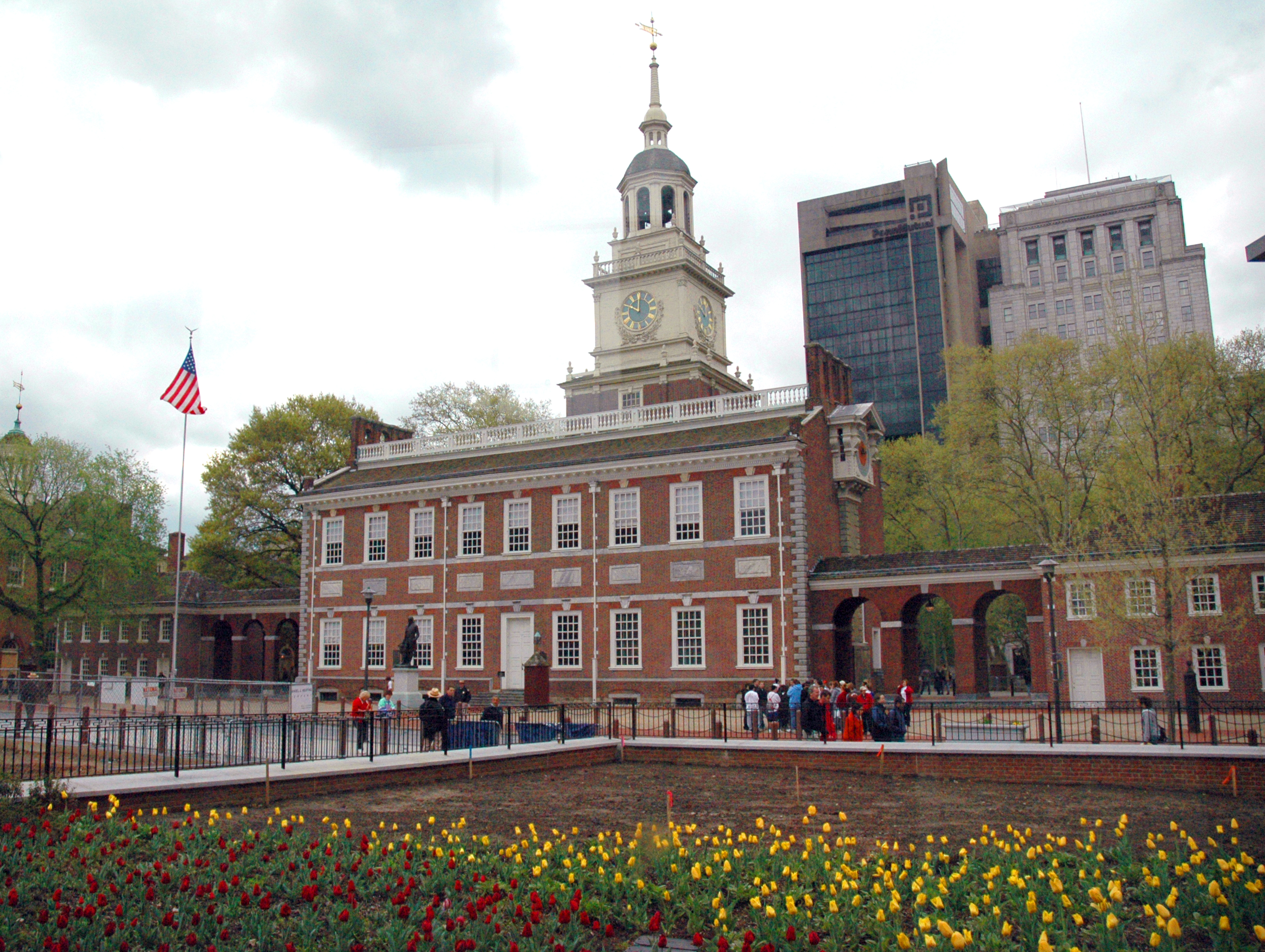
栗树街上的獨立廳

栗树街（Chestnut Street）是美国宾夕法尼亚州费城的一条古老街道，长5.57英里（8.96公里）。最初命名为怀恩街（Wynne Street），因为托马斯·怀恩的家位于此处。威廉·佩恩（William Penn）于1684年将其更名为栗树街。这条街为东西走向，东起老城的特拉华河河畔的前街（Front Street），即佩恩登陆处（Penn's Landing），向西穿过费城市中心以及费城西区，止于Cobbs Creek。这条街跨斯库尔基尔河处建有栗树街桥。

## 名胜
- 獨立廳（Independence Hall）
- 木匠厅（Carpenters' Hall）
- 柯蒂斯出版公司（Curtis Publishing Company）
- 贝尔格莱维亚酒店（Belgravia Hotel）
- 德雷塞尔大学（Drexel University）
- 本杰明·富兰克林酒店（Benjamin Franklin Hotel）
- 美国第二银行（Second Bank of the United States）